# Der entwendete Taler
Der entwendete Taler ist die erste Kammeroper des österreichischen Komponisten Oskar Aichinger aus dem Jahr 2009 in Zusammenarbeit mit Kristine Tornquist (Libretto) und dem sirene Operntheater Wien. Die Geschichte des Zusammentreffens des Erzherzogs Rudolf mit dem jungen Mordechai Meisl ist dem Roman Nachts unter der steinernen Brücke von Leo Perutz entnommen. Es ist darin die sechste von insgesamt vierzehn Erzählungen und trägt auch im Roman den Titel Der entwendete Taler.

## Handlung
Der junge Rudolf II., Sohn des Kaisers Maximilian, verirrt sich auf einem Ritt ohne Gefolge im Wald und hat eine seltsame Erscheinung: er begegnet zwei Riesen bei drei blinkenden Haufen aus Gold, Silber und Kupfer. Er fragt die Geister, wem der Schatz gehöre und erfährt, dass das alles dem Juden Mordechai Meisl bestimmt sei, dem zukünftigen Kammerherrn des Kaisers.
Das verärgert den jungen Prinz und er nimmt einen Silbertaler aus dem Haufen an sich. Bevor der Spuk verschwindet, wird ihm noch gesagt: „Behalte den Taler nur, aber er wird keine Ruhe finden, bis er bei dem ist, dem er gehört.“
In den folgenden Tagen wird er vom Unglück verfolgt, bis er beschließt, sich des unrechtmäßig angeeigneten Talers zu entledigen.
Doch er kann den Juden Mordechai Meisl nicht aufspüren, um ihm den Taler zurückzugeben, keiner kennt ihn. Deshalb wirft er den Taler von der steinernen Brücke in die Moldau. Er fällt in ein Boot, das eben unten durchfährt. Der Fischer steckt den Taler in seine Manteltasche. Rudolf beschließt, den Taler zu verfolgen.
Ein Fremder kauft dem Fischer den Mantel ab, um als Fischhändler getarnt seine Geliebte zu besuchen. Am Morgen nach der Liebesnacht bleibt der Mantel im Birnbaum hängen, über den der Liebhaber aus dem Garten klettert. Den Mantel samt Taler nimmt ein Fuhrmann an sich und verkauft ihn beim Altkleiderhändler.
Der junge Rudolf nimmt beim Altkleiderhändler Platz und wartet lange. Schließlich kommt ein kleiner Junge, der gegen einen Groschen die Manteltaschen der Kleidung durchsucht und alles darin Befindliche behalten darf. Er findet den Taler.
Auf die Frage Rudolfs, was er sich damit kaufen werde, antwortet der Junge, er werde den Taler nicht für sich ausgeben, denn aus einem Taler können leicht zwei werden. Und er läuft glücklich davon.
Rudolf erfährt, dass der Junge Mordechai Meisl heißt.

## Der Wald
Der Wald ist der Ort, in dem man sich im Märchen verirrt.
Egal, in welche Richtung einer zieht, er gerät tiefer und tiefer hinein, es geht in allen Richtungen immer nur in dieselbe Richtung – hinein. Es wird dunkel, wild, finster, gefährlich und vor lauter Bäumen ist der Wald kaum noch zu begreifen – undurchdringlich, unbewohnbar und unüberwindbar.
Doch in den Märchen ist der Wald, dieses von Bäumen, Moos und Tieren verkörperte Weltchaos, auch der Wohnort des Schicksals dessen, der sich hineinverirrt.
Was aussieht wie Chaos und Zufall ist in Wahrheit nur eine höhere, dem Verirrten nur noch nicht begreifliche Ordnung. Denn dort wohnen – wie beim blonden Eckbert – Geister, die aus der Mitte des Chaos, als das dem Verirrten der Wald erscheint, den Weg zurück in ein höheres Verständnis weisen können.
Im Wald, der Krise des Lebens, wird der Held geprüft, und er wird gewandelt, aus dem Chaos entsteht Ordnung, lässt sich Überblick und Durchblick verdienen – und der Weg in den Märchenwald und wieder heraus ist eine Initiation.
Auch der biologische Wald ist ein gutes Bild für die Geburt der Ordnung aus dem Chaos.
Waldforscher wissen vom unendlich feinen und fragilen Zusammenspiel und den ineinander vernetzten Lebensrhythmen der einzelnen Lebewesen im Wald. Kein Chaos, sondern eine hochkomplexe Ordnung.
Auch Perutz bedient sich der Metapher Wald, um den jungen Erzherzog auf seine Rolle als Kaiser vorzubereiten. Erzherzog Rudolf verirrt sich auf der Jagd im Wald zwischen den dunklen Bäumen in zunehmender Dämmerung, verliert die Orientierung. Zwei Riesen, vermutlich Abkömmlinge jener materialistischen Zwerge, die in vielen Sagenkreisen das Gold hüten, zeigen ihm den Weg zurück nach Schloss Benatek.
Doch bereits Rudolfs Verlorengehen im Wald, die zufällige Begegnung mit den Geistern und ihren Goldhaufen ist kein Zufall, sogar mit seinem spontanen, trotzigen Griff nach einer Goldmünze gehorcht er nur einem komplexen Plan.
Bald danach begreift er, dass er selbst ein Spielball dieses Plans war, der ihn dazu bestimmte, die Münze, die er entwenden wollte, dem entgegenzutreiben, dem sie gehören sollte, dass auch er ein Teil der Welt ist, selbst wenn er bereits zum Herrschen auserkoren ist.
Wald, heißt es, ist mehr als ein Nebeneinander von Bäumen und Tieren – Wald ist die Wechselwirkung von diesen unterschiedlichen Lebewesen. Perutz stellt die Zusammenhänge von Bestimmung, Zufall und Freiem Willen ebenso als ein ineinandergreifendes Weltspiel dar.

## Gestaltung

### Szenenfolge
- Das Schicksal
- Der finstere Wald
- Der Große und der Furchtbare
- Der entwendete Taler und die Flucht
- Rabbi Löw
- Die Unruhe Rudolfs II.
- Der Weg des Schicksals
- Beim Altkleiderhändler
- Mordechai Meisl
- Der Meerestiefe gleich ist Gottes Recht und Ordnung

### Besetzung
- Flöte
- Klarinette in B
- Schlagzeug
- Schlagzeug
- Violine
- Violine
- Bratsche
- Violoncello

## Werkgeschichte
Der Uraufführung fand am 29. Mai 2009 in der Ankerbrotfabrik Wien statt. Es folgte eine Aufführung am 30. Mai. Die beiden Aufführungen waren der zweite Teil des über neun Wochen angelegten Opernuraufführungsprojektes Nachts des sirene Operntheaters, bei dem neun Erzählungen aus Perutz’ Roman Nachts unter der steinernen Brücke ausgewählt, als jeweils eigenständige Kammeroper ausgearbeitet und in einem zusammenhängenden Zyklus wöchentlich zur Uraufführung gebracht wurden.
Die musikalische Leitung übernahm François-Pierre Descamps, Regie führte Kristine Tornquist. Es spielte das österreichische Ensemble PHACE (damals ensemble_online).
Sänger
- Günther Strahlegger (Erzherzog Rudolf)
- Dimitrij Solowjow (Rabbi Löw)
- Leon Kusztrich (das Kind Mordechai Meisl)
- Raimund Klebel (Großer, ein Geist / Fuhrmann / Fischer)
- Rudolf Brunnhuber (Furchtbarer, ein Geist / Altkleiderhändler / Liebhaber)

Leading Team
- Kristine Tornquist (Regie)
- François-Pierre Descamps (musikalische Leitung)
- Jakob Scheid (Bühne)
- Markus Kuscher (Kostüm)
- Edgar Aichinger (Licht)
- Rainer Vierlinger (Coregie)
- Sabine Maringer, Karlo Svetlicic (Bühnenmaschinisten)
- Jury Everhartz (Produktionsleitung)

Musikerinnen
- Maja Mijatovic (Flöte)
- Walter Seebacher (Klarinette)
- Thomas Wally (Violine)
- Jacqueline Kopacinski (Violine)
- Axel Kircher (Viola)
- Jörg Ulrich Krah (Violoncello)
- Berndt Thurner (Schlagwerk)
- Igor Gross (Schlagwerk)

Den Ehrenschutz der Uraufführung übernahm die damalige Ministerin für Unterricht, Kunst und Kultur der Republik Österreich Claudia Schmied.